# Miryam Amaya
Miryam Amaya Jiménez (Logroño, 1959) también conocida como Miryam Alma es una activista y performer disidente sexual racializada española.

## Trayectoria
Nació en una cuadra en Logroño porque su madre estaba cuidando las yeguas cuando se puso de parto. Su familia aceptó desde el principio su disidencia de sexo, por lo que se sintió muy apoyada. Creció en Barcelona, ciudad en la que le resultó fácil conseguir hormonas sin receta médica cuando comenzó el tratamiento siendo una estudiante de trece años. Desde muy joven, fue consciente de la necesidad de luchar por sus derechos como mujer trans y gitana y tuvo que lidiar con la represión franquista. Estuvo detenida en varias ocasiones en comisarías donde fue objeto de maltratos y humillaciones. Participó en la organización de la primera manifestación del orgullo gay de Barcelona de 1977, que fue la primera por los derechos LGTB en el Estado Español.
Aunque estudió Dibujo Lineal nunca ejerció esa profesión. Se dedicó al mundo del espectáculo y a la prostitución. Fue Miss Travesti Barcelona durante varias ediciones seguidas. Actuó junto a Sara Montiel, conoció a Pedro Almodóvar y a otras figuras de la Movida hasta que un mal diagnóstico le hizo perder la vista en el ojo derecho. Durante un tiempo, consumió sustancias estupefacientes hasta que las abandonó con la ayuda de su familia. Casi todas sus amigas trans de esa etapa no sobrevivieron.
Ejerce su activismo para ayudar a mujeres en situaciones de vulnerabilidad desde colectivos como Somos LGTB+ de Aragón, OMSida o el Centro Alba con actuaciones y charlas sobre sus experiencias y denunciando las dificultades de las personas trans para conseguir un trabajo digno que les proporcione en el futuro una pensión contributiva y para que tengan los mismos derechos que el resto de la ciudadanía. Dirige el grupo de espectáculo sin ánimo de lucro, The Babylons, en el barrio del Gancho de Zaragoza.
Su vida es una de las que recogió el periodista Raúl Solís Galván en su libro de 2019, La doble transición, sobre ocho mujeres transexuales que conquistaron libertades y derechos en el Estado Español, prologado por Mónica Oltra.
Ese mismo año, fue protagonista, junto a Montse González y Marcela Rodríguez del acto organizado el 20 de noviembre, con motivo del Día Internacional de la Memoria Transexual por el Parlamento de Canarias, la Secretaría de Estado de Igualdad de Trato y Diversidad, la vice consejería de Igualdad y Diversidad del Gobierno de Canarias y la Federación Estatal de Lesbianas, Gais, Trans y Bisexuales (FELGTB).
Fue invitada junto a Kike Poveda y Quim Roqueta al acto organizado por la Federación Estatal de Lesbianas, Gais, Trans y Bisexuales (FELGTB) para conmemorar el 1 de diciembre, Día Mundial de la Lucha contra el Sida, en el año 2019, cuyo lema era Mayores Sin Armarios: ¡Historia, Lucha y Memoria! En el que se incidió en la exigencia de la Federación a las CCAA, de que garanticen el acceso de las personas mayores con VIH a los centros residenciales.
Es coprotagonista del documental Ellas de ATRESplayer PREMIUM sobre la vida de cinco mujeres trans junto a Alex Saint, Lola Rodríguez, Carmen García de Merlo y la conductora del documental Valeria Vegas,. dirigido por Pilar Monsell y estrenado en 2020, en el que mediante conversaciones, las protagonistas cuentan su vida, su cotidianidad, sus logros y sus problemas y luchas como mujeres trans.
Fue una de las mujeres referentes que encabezaron la pancarta de la manifestación del Día Internacional del Orgullo 2020, que fue virtual debido a la pandemia de COVID-19 bajo el lema Sororidad y feminismo para TRANSformar. ¡Mujeres lesbianas, trans y bisexuales en acción! Por las más vulnerables, organizada por la Federación Estatal de Lesbianas, Gais, Trans y Bisexuales (FELGTB), COGAM y Colectivo LGTB+ de Madrid.

## Reconocimientos
- La Federación Española de Lesbianas, Gais Transexuales y Bisexuales (FELGTB) le entregó el Premio Plumas 2020 por su labor como activista en la defensa y visibilidad del colectivo LGTBI a raíz del trabajo que realizó en Zaragoza desde marzo de 2020, para que decenas de mujeres trans trabajadoras sexuales tuvieran soporte económico, asistencia social y habitacional y comunicación con sus familias. La gala se celebró en formato exclusivamente online debido a la pandemia de Covid.[20]
- En 2020, el Ayuntamiento de Cartagena recordó a la activista en los actos de conmemoración del Día del Orgullo 2020.[21]